# Karl Raab (Parteifunktionär)

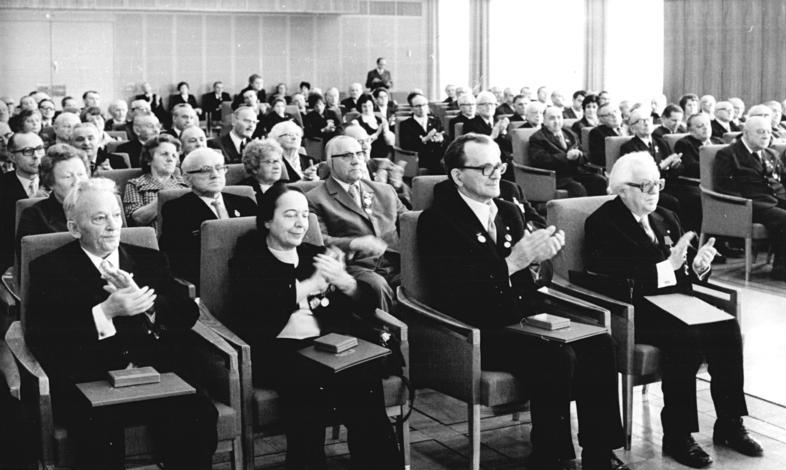
Karl Raab (vorn 1. v. r.) 1976

Karl Raab (* 3. Mai 1906 in  Berlin; † 11. Mai 1992 in Berlin) war Leiter der Abteilung Finanzverwaltung und Parteibetriebe des ZK der SED.

## Leben
Geboren und aufgewachsen ist Karl Raab in einer Berliner Arbeiterfamilie. Er absolvierte eine kaufmännische Lehre bei der Dresdner Bank. Früh engagierte er sich in der Gewerkschaft und er wurde zum Mitglied des Betriebsrates der Dresdner Bank gewählt. Er war auch Funktionär im Arbeitersportverein »Fichte«. 1927 trat er der KPD bei. Er gründete auch die Betriebszelle Dresdner Bank der KPD und war ihr politischer Leiter. Er schrieb Artikel für die Rote Fahne und für die Angestellten-Zeitungen »Kampfstimme« und »Angestellten-Kampf«. Er war Mitglied der Zentralen Arbeiterkorrespondentenkommission beim ZK der KPD. 1928 gründete er die KPD-Betriebszeitung »Rote Bilanz« und war bis 1934 ihr Redakteur. Im Mai 1931 fuhr er als Delegierter der VI. Deutschen Arbeiterdelegation in die Sowjetunion. Wegen eines Berichts über diese Reise wurde er am 30. Juni 1931 durch die Dresdner Bank gekündigt, musste aber nach einem Urteil des Landesarbeitsgerichts Berlin wieder eingestellt werden. Daraufhin erteilte ihm die Bankdirektion Hausverbot. Bis Februar 1932 war er aber noch Mitglied des Betriebsrats der Dresdner Bank. Am 24. Februar 1932 wurde dann die Kündigung durch das Reichsarbeitsgericht in Leipzig bestätigt.
Raab wurde Buchhalter im kommunistischen Verlag „Rote Fahne“. Vom Januar 1933 bis zum Verbot der KPD im März 1933 war er Geschäftsführer des Internationalen Arbeiterverlags der KPD in Berlin. Raab ging in die Illegalität und war für Organisationsfragen der Berliner Landesleitung der KPD zuständig. Im Januar 1935 emigrierte er in die UdSSR. Er studierte zunächst an der Kommunistischen Universität der nationalen Minderheiten des Westens. Von September 1935 bis August 1937 besuchte er unter dem Pseudonym Arthur Fiedler die Lenin-Schule in Moskau. Anschließend war Raab bis April 1945 stellvertretender Chefredakteur der deutschen Abteilung im Moskauer Rundfunk. 1939 wurde ihm die deutsche Staatsbürgerschaft aberkannt. Im Oktober 1941 wurde er mit dem Sender nach Kuibyschew evakuiert.
Raab kehrte am 6. Mai 1945 als Mitglied der Gruppe Sobottka nach Deutschland zurück. Er war anfangs als Redakteur der „Deutschen Zeitung“ der 2. Belorussischen Front in Vorpommern tätig. Im Juli 1945 wurde er zum Chefredakteur der  „Volkszeitung“ der KPD Mecklenburg-Vorpommern in Schwerin ernannt und wurde Mitglied der Landesleitung der KPD. Nach der Zwangsvereinigung von SPD und KPD zur SED 1946  ging er nach Berlin und wurde im Zentralsekretariat der SED persönlicher Mitarbeiter von Anton Ackermann. Von Januar 1947 bis November 1948 war er erst stellvertretender Leiter und dann Leiter der Abteilung Parteischulung, Kultur und Erziehung im Zentralsekretariat der SED. Er war Mitbegründer verschiedener Zeitungen und Verlage, u. a. Sportecho und Sportverlag. Ab 1. Dezember 1948 war er Hauptabteilungsleiter in der Hauptverwaltung Finanzen der Deutschen Wirtschaftskommission (DWK) und Chefredakteur der Zeitschrift Deutsche Finanzwirtschaft. Am 1. Dezember 1949 wurde er dann Stellvertreter des Hauptkassierers im Sekretariat der SED. Von 1950 bis 1982 war er Leiter der Abteilung Finanzverwaltung und Parteibetriebe des ZK der SED und in dieser Position auch für die finanziellen Belange der Blockparteien CDU, LDPD und NDPD zuständig. Ab 1950 war Raab zusätzlich Mitglied der Zentralen Revisionskommission der SED und ab 1974 Mitglied der zentralen Leitung des Komitees der Antifaschistischen Widerstandskämpfer. Nach seiner Pensionierung 1982 wurde er ehrenamtliches Mitglied der Zentralen Veteranenkommission des ZK der SED.

## Auszeichnungen
- 1966: Vaterländischer Verdienstorden in Gold
- 1971: Ehrenspange zum Vaterländischen Verdienstorden in Gold
- 1976: Karl-Marx-Orden
- 1981: Orden Stern der Völkerfreundschaft in Gold
- 1986: Vaterländischer Verdienstorden in Gold